# Wacław Dąbrowski (1823–1887)

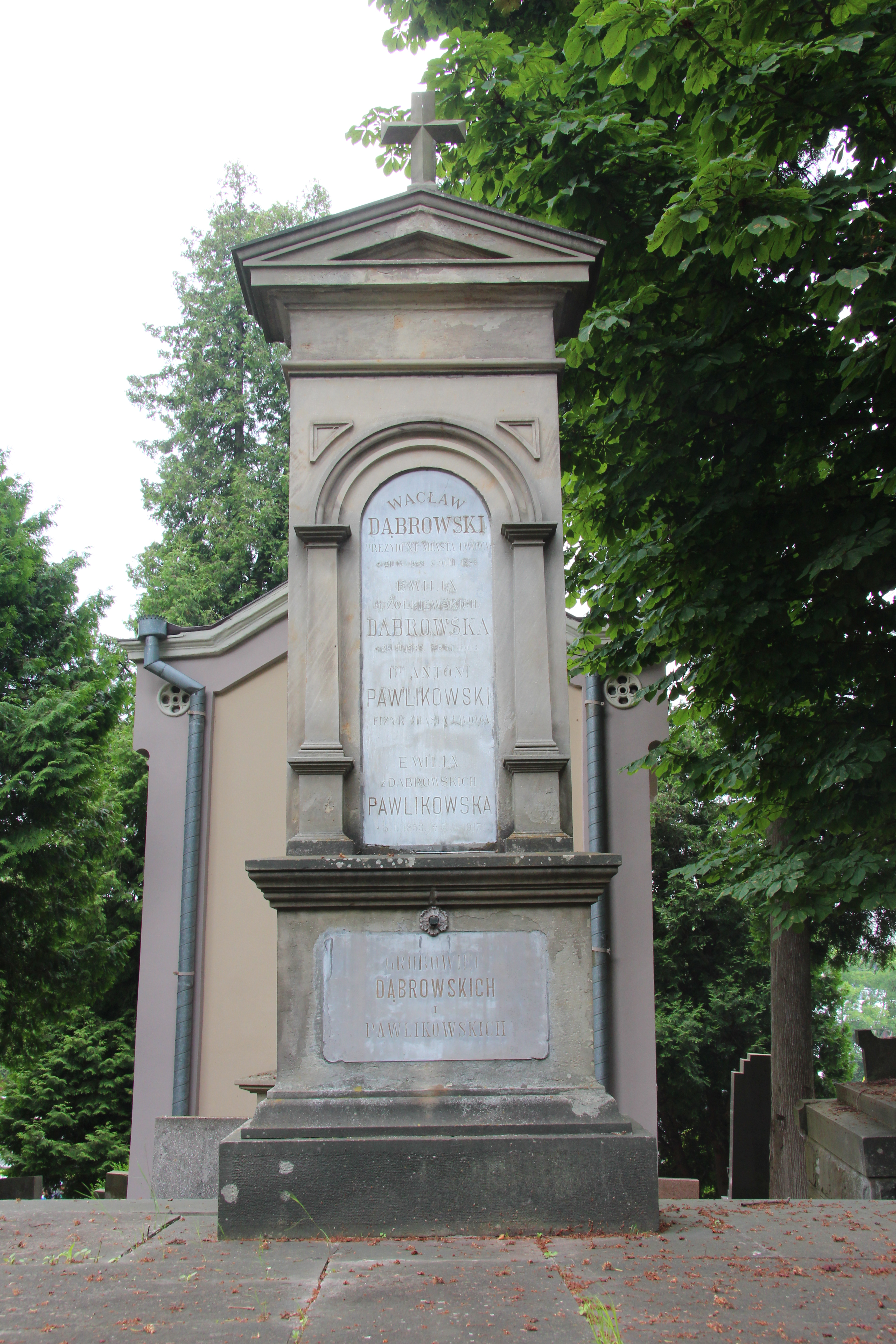
Grobowiec Wacława Dąbrowsiego

Wacław Dąbrowski (ur. 21 września 1823 w Baryczu lub Baryczce, zm. 30 marca 1887 we Lwowie) – prezydent Lwowa (1883-1887), poseł do Sejmu Krajowego Galicji III kadencji (1870–1876), radny miejski.

## Życiorys
Urodził się w rodzinie Jana i Marii z Hüglów. Ukończył gimnazjum w Rzeszowie, nauki jednak nie kontynuował z uwagi na śmierć ojca i brak funduszy. Wyjechał do Wiednia, gdzie pracował w zawodzie lakiernika. W 1849 przybył do Lwowa, z którym związał się do końca życia. W 1861 po raz pierwszy zasiadł w Radzie Miejskiej Lwowa, w której pozostawał 26 lat. Dwukrotnie zasiadał jako poseł w Sejmie Krajowym. 23 marca 1883 wybrany prezydentem miasta Lwowa. 26 października 1886 otrzymał tytuł honorowego obywatela miasta. Zmarł w trakcie kadencji, w jego pogrzebie wzięło udział ok. 50 tys. lwowian. Został pochowany na Cmentarzu Łyczakowskim we Lwowie
Po jego śmierci Rada Miejska Lwowa przemianowała plac Chorążczyzny na plac Wacława Dąbrowskiego.